# Josa calilegua
Pour les articles homonymes, voir Josa (homonymie).
Espèce
Josa calilegua est une espèce d'araignées aranéomorphes de la famille des Anyphaenidae.

## Distribution
Cette espèce est endémique d'Argentine. Elle se rencontre dans les provinces de Jujuy et de Tucumán.

## Description
La femelle holotype mesure 6,25 mm et le mâle paratype 4,90 mm.

## Étymologie
Son nom d'espèce lui a été donné en référence au lieu de sa découverte, le parc national Calilegua.

## Publication originale
- Ramírez, 2003 : The spider subfamily Amaurobioidinae (Araneae, Anyphaenidae) : a phylogenetic revision at the generic level. Bulletin of the American Museum of Natural History, no 277, p. 1-262 (texte intégral).